# Rudolf Wolke
Rudolf Paul Wolke (* 9. Juni 1906 in Rixdorf; † 12. März 1979 in Berlin) war ein deutscher Radrennfahrer.
Der Tischlersohn Wolke war einer der stärksten deutschen Straßen-Radrennfahrer zwischen den beiden Weltkriegen. Er war Profi von 1927 bis 1939. 1927 gewann Wolke den Großen Opelpreis von Deutschland, den Vorläufer der Deutschland-Rundfahrt, und die Olympia’s Tour vor Janus Braspennincx.
Ebenfalls 1927 wurde Wolke Vize-Weltmeister der Amateure bei den UCI-Straßen-Weltmeisterschaften auf dem Nürburgring hinter Jean Aerts aus Belgien. 1928 gewann er Quer durch Thüringen und 1934 die Württemberg-Rundfahrt. 1934, 1936 und 1939 wurde er jeweils Zweiter bei Berlin–Cottbus–Berlin.
In seiner Heimatstadt Berlin bestritt Wolke auch dreimal das Sechstagerennen, konnte aber lediglich Platz 5 (1931 mit Georges Wambst als Partner) als bestes Ergebnis erreichen.
Sein Bruder Bruno war ebenfalls erfolgreicher Rennfahrer.